# Yamaha FJR1300
La Yamaha FJR 1300 es un modelo de motocicleta producido por el fabricante japonés Yamaha. Lanzada en el año 2001, reemplazó al modelo 1000 GTS.

## Características
La cuestión de la sustitución de la 1000 GTS planteó algunas preocupaciones a los ingenieros de Yamaha, tras su relativo fracaso: el mercado europeo era particularmente exigente y complejo, con escenarios tan distintos como las autopistas alemanas con velocidad ilimitada y las regulaciones imperantes en Francia, que limitan la potencia de las motos a 106 caballos.
Las motocicletas destinadas a este mercado se dividen más o menos en dos categorías:
- GT, motocicletas pesadas con un comportamiento de motor suave, cómodas, aptas para viajes largos, equipadas con transmisión por eje y maleteros (como las BMW K 75, R 100 RT, R 1150 RT; o las Honda ST Pan-European, Deauville).
- Sport-GT, motocicletas dinámicas y ligeras, pero menos protectoras, equipadas con transmisión por cadena, y con poco espacio de almacenamiento (como las Ducati ST3, Triumph Sprint ST, o Suzuki GSX-1300R Hayabusa).

Por lo tanto, los ingenieros de la marca decidieron diseñar una motocicleta agradable para el conductor y que tuviera un carácter deportivo.
Introducida en 2001, la FJR 1300 reúne todos estos elementos: un motor de 1300 cm3 (totalmente nuevo) con inyección electrónica, capaz de  desarrollar 143,5 caballos en versión libre (limitado a 106 caballos para los modelos destinados al mercado francés) y 13,7 kg·m de par (11,8 kg·m para los modelos vendidos en Francia), equipada con transmisión por eje, escapes catalizados, pantalla regulable de serie y maletas (de serie a partir de 2005). El puesto de conducción es el de una moto GT, natural y sin apoyo en las muñecas. La caja de cambios tiene cinco marchas y el motor está disponible en todas las velocidades con un consumo medio cercano a 7 l/100 km. Solo le faltaba el sistema antibloqueo de ruedas (ABS), que se añadió en 2003.
Por tanto, la FJR supuso la creación de un nuevo segmento, en el que BMW respondió en 2004 con la K 1200 GT, que incorporaba las mismas características que la FJR (un motor potente, y un elevado grado de protección y confort).

## Mejoras introducidas
El primer rediseño de la FJR tuvo lugar en 2003: estaba equipada opcionalmente con un ABS y discos delanteros más grandes, un transpondedor antirrobo y un espacio de almacenamiento en la parte izquierda del carenado. El diseño del carenado varió ligeramente con la integración de las luces intermitentes frontales y nuevos colores disponibles.
En 2006 se produjo un segundo rediseño más extenso del modelo. A la FJR estándar se le unió una versión denominada "AS". El principal desarrollo se refiere a la adopción de un embrague electrónico YCC-S, desarrollado por Yamaha. Carece de palanca, y el cambio de marcha se realiza bien mediante un gatillo en la manecilla izquierda, o de forma convencional con el selector. Este sistema proporcionaba flexibilidad de uso, pero incrementaba el peso de la motocicleta en 4 kg. Se agregó un diente al piñón fuera de la caja, lo que permitía "estirar" un poco más el motor (2.7%). El diseño del carenado evolucionó significativamente al igual que los colores: los espejos retrovisores se hicieron más prominentes, pero con el color del carenado. La parte trasera vio cómo el sillín y el diseño del carenado cambiaban para recibir un aspecto más agresivo. El panel de instrumentos se hizo más completo y más fácilmente legible, y el manillar pasó a ser ajustable hacia delante y hacia atrás.
En cuanto a la protección del conductor, el diseño y la cinemática del carenado evolucionaron para reducir el ruido aerodinámico y el empuje en la espalda, elevándose 12 cm. Las maletas y el ABS se convirtieron en elementos estándar.
Finalmente, el ABS se hizo compatible con el sistema UBS (Unified Brake System), un dispositivo de frenado gestionado por una centralita electrónica. Al presionar el pedal del freno hasta una presión del orden del 30%, solo se frena la rueda trasera, y dos pastillas de la pinza delantera derecha se acercan a los discos para preparar el frenado. Más allá del 30%, las pinzas ejercen presión sobre el disco. Este proceso permite que la motocicleta se asiente correctamente al limitar la transferencia de masas durante el frenado.
Desde la temporada 2007 los puños calefactables son estándar en ambas versiones. No se produjo ningún cambio significativo entre los modelos de 2006 y 2007. Los colores de dos tonos se generalizaron, aportando un aspecto más deportivo a la máquina.
A finales de 2006 los importadores europeos tuvieron que hacer pasar por talleres muchas FJR (así como otros modelos de inyección de Yamaha) para cambiar un sensor defectuoso (el sensor TPS).
En 2008 se realizaron cambios otra vez. El control del carril de inyección y la centralita eran nuevos, con el fin de disponer de una mayor flexibilidad a baja velocidad. En cuanto al frenado, se instaló un nuevo ABS, que ya no funcionaba solo en los modos activado y desactivado, sino que también incluía un estado que mantenía la presión en el circuito de frenado. Además, la cúpula cortavientos era más resistente a los arañazos que en el modelo de 2007.

## Modelos policiales

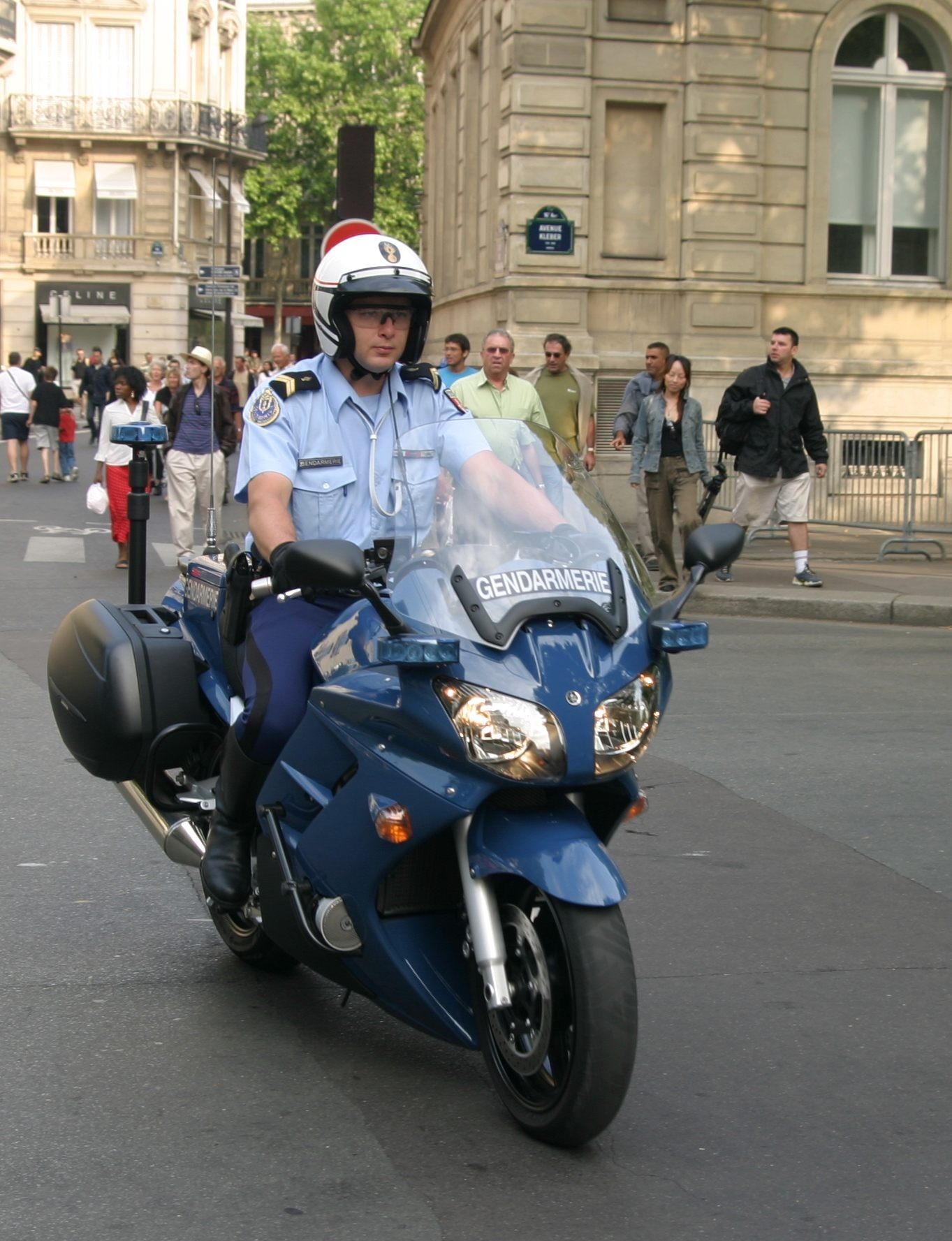
La FJR 1300 equipa en particular a la gendarmería nacional y a la policía nacional francesa

La FJR 1300 logró una amplia cuota de mercado entre diversas administraciones públicas, atraídas por el rendimiento del motor y especialmente por los contenidos precios que ofrecía Yamaha frente al líder de este mercado, BMW.
- Alemania: desde 2006 equipa a algunas unidades de la Polizei.
- Australia: donde la FJR 1300 equipa a la policía estatal.
- Bélgica: desde 2006 equipa a las unidades de “policía vial” y “policía local”; a partir de 2007 reemplazó a las BMW de la Escolta Real.
- Dinamarca: la FJR 1300 también equipa a la policía estatal.
- España: la Guardia Civil dispone de motocicletas FJR 1300 para sus unidades de control de carreteras.
- Estados Unidos: se ha utilizado en algunas jurisdicciones de Utah, Montana y Carolina del Sur. La edición policial FJR1300 de fábrica de Yamaha se introdujo formalmente en 2018.[4]
- Francia: desde 2005, esta motocicleta se ha utilizado en distintas administraciones (como la Gendarmería, la Policía Nacional y el Servicio de Aduanas). Se han realizado algunas modificaciones: pantalla más ancha, manillar elevado y sillín monoplaza. De acuerdo con la normativa vigente en Francia, están restringidas a 100 caballos. La licitación se estableció para un pedido de entre 600 y 1800 motos. También equipa algunas compañías excepcionales de guía de convoyes.
- Irlanda: en 2008 reemplazó a la Honda ST1100 Pan-European y a la BMW R1150RT en el Cuerpo de Tráfico de la Policía Nacional de Irlanda, el Garda Síochána, y permaneció en servicio hasta 2016, cuando fue reemplazada por la BMW R1200RT.
- Lituania: la policía lituana eligió la FJR 1300 para sus unidades de patrulla.[5]
- Países Bajos: desde 2006 equipa el RAVU (equivalente del SAMU francés) para intervenciones médicas de emergencia. También es la motocicleta de patrulla estándar de la Royal Marechaussee.[6]
- Reino Unido: reemplazó a la Honda ST1300 Pan-European como motocicleta de patrulla de varias fuerzas policiales, y ha sido utilizada por la organización Blood Bikes, voluntarios que trasladan sangre u órganos entre hospitales.
- Suiza: desde 2005 equipan algunas unidades policiales, incluida la Brigada de Seguridad Vial de la Gendarmería del cantón de Ginebra.
- Trinidad y Tobago: es el vehículo de patrulla utilizado por la fuerza policial, incluidas las unidades en el convoy del presidente y el primer ministro.
- Vietnam: la policía vietnamita solo las usa para eventos especiales, como la visita de Xi Jinping y la cumbre Trump-Kim.[7]

## Imágenes
|  |  |  |